# جيمس باشمان
جيمس باشمان (بالإنجليزية: James Bachman)‏ هو كاتب سيناريو وممثل بريطاني، ولد في 24 فبراير 1972 في Cuckfield ‏ في المملكة المتحدة.

## وصلات خارجية
- جيمس باشمان على موقع IMDb (الإنجليزية)
- جيمس باشمان على موقع ألو سيني (الفرنسية)
- جيمس باشمان على موقع ميوزك برينز (الإنجليزية)
- جيمس باشمان على موقع أول موفي (الإنجليزية)
- جيمس باشمان على موقع ديسكوغز (الإنجليزية)
- جيمس باشمان على موقع قاعدة بيانات الفيلم (الإنجليزية)
- جيمس باشمان على موقع كينوبويسك (الروسية)